# کریس بایلیئو
کریس بایلیئو (انگلیسی: Chris Baillieu; ۱۲ دسامبر ۱۹۴۹ – ) ورزشکار روئینگ اهل بریتانیا بود.
وی در مسابقات کشوری و بین‌المللی در مجموع برندهٔ ۱ مدال طلا، ۱ مدال نقره، ۳ مدال برنز شده‌است.